# Wanchese (Caroline du Nord)
Wanchese est une census-designated place américaine située dans le comté de Dare dans l'État de Caroline du Nord. Elle est localisée sur l'île de Roanoke, qui fait partie des Outer Banks. En 2010, sa population était de 1 642 habitants.

## Démographie
| 2000  | 2010  | - | - | - | - |
| ----- | ----- | - | - | - | - |
| 1 527 | 1 642 | - | - | - | - |

## Source de la traduction
- (en) Cet article est partiellement ou en totalité issu de l’article de Wikipédia en anglais intitulé « Wanchese, North Carolina » (voir la liste des auteurs).